# Dragona Online
«Dragona Online» — созданная корейской студией LivePlex, условно бесплатная игра в жанре MMORPG, действие которой происходит в вымышленном фэнтезийном мире. Для основанной в 2007-м году студии, Dragona Online стала первой самостоятельно разработанной игрой. 20 января 2011-го года было объявлено о начале закрытого бета-тестирования для корейских игроков, в мае того же года был открыт первый англоязычный сервер, расположенный на территории Филиппин, а год спустя 3 января 2012-го года игра стартовала на территории США. 8 декабря 2014 года официальный русскоязычный сервер Dragona Online прекратил свою работу.

## Сюжет
Согласно Книге Бытия, мир сотворила богиня света Хуанис вместе с пятью верховными драконами. Затем они создали множество других рас, чтобы заселить эти сотворенные земли. Но Джуртан, последний из сотворенных драконов, мутировал и принёс в Мир магии тьму, смерть, зависть и отчаяние. Вскоре он обрел последователей и стал серьёзной угрозой миру и спокойствию.
Чтобы остановить Джуртана, верховные драконы изгнали его на континент под названием Бартан, также известный как «Земля смерти». Но Джуртан сумел сбежать и объявил другим драконам войну. Так начались «Драконьи войны», которые продолжались 1000 лет.
В конце концов, светлые драконы победили и Джуртана снова отправили в Бартан: на этот раз, наложив печать, не позволявшую ему вырваться. Но почти 1000 лет спустя на мир упала «Печать великой Бури», и сорвала предыдущую печать, которая сковывала Бартан.
Чтобы предотвратить воскрешение Джуртана, последователи Богини, объединённые в организацию под названием «Орден Хуанис», отправились на Бартан и развязали войну с его последователями. Основной ударной силой ордена стали так называемые «драгоны», способные разбудить в себе силу первых драконов.
Но то, что они обнаружили в Бартане, сильно отличалось от описанного в Книге Бытия. По мере того, как воины-драгоны выигрывали битву за битвой, постепенно раскрывалось истинное значение их драконьей крови. Вышла на поверхность правда о Джуртане и богине Хуанис, и она сильно отличалась от всего того, что говорилось в исторических записях о легендарных Драконьих войнах. Теперь персонажам игроков предстоит разобраться в тайне собственного происхождения и отыскать истину в переплетениях официальной лжи.

## Игровой процесс
Игра представляет собой классическую MMORPG, с видом от третьего лица. Действие происходит в мире, сочетающем в себе элементы классического фэнтези и киберпанка, где магия соседствует с продвинутыми технологиями. Dragona online распространяется по модели F2p. Игровой процесс в целом стандартен для MMORPG, и разделён на две составляющие: PvE и PvP. Для игрока доступно четыре расы и восемь классов, от выбора которых будет зависеть стиль игры. В Dragona Online нет разделения на фракции, поэтому PvP здесь реализовано в виде сражений гильдий и командных боев. Кроме того, предусмотрена система ремесел, позволяющая самостоятельно создавать игровые предметы (оружие, броню).
Главная особенность игры возможность трансформации персонажей. По сюжету, любой игровой персонаж является потомком древних драконов, и, проведя по ходу игры некие ритуалы и собрав рецепт трансформации, может превращаться в драконоподобное существо полностью или частично. Внешний вид и способности трансформированного персонажа зависят от выбранной расы и класса. Любой персонаж может трансформировать четыре части тела: голову, руки, ноги и торс, при этом трансформацию одной части на выбор можно получить при создании персонажа, а остальные придётся учить по ходу игры.